# 코소이네
코소이네(Cossoine)는 이탈리아 사르데냐 주 사사리도에 있는 코무네이다. 칼리아리에서 북쪽으로 약 140 킬로미터 (87 mi) 떨어져 있으며, 사사리 (사르데냐)에서 남동쪽으로 약 35 킬로미터 (22 mi) 떨어져 있다.

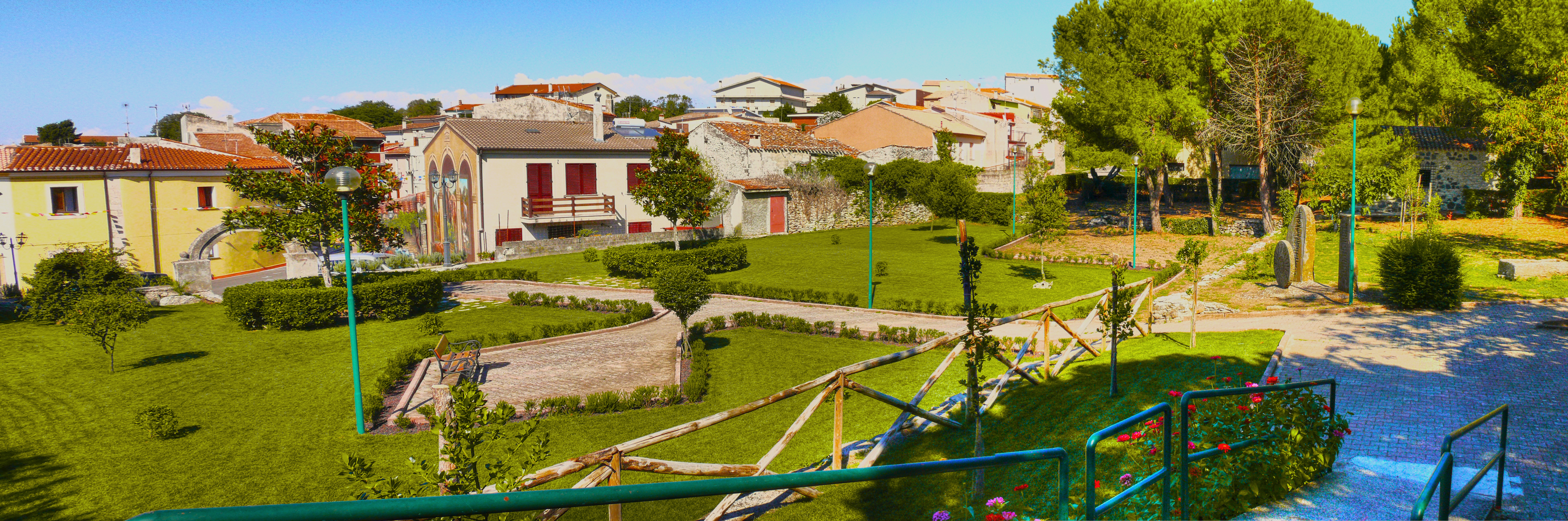

코소이네는 다음 코무네들과 경계를 이룬다: 보노르바, 케레물레, 자베, 마라, 파드리아, 포초마조레, 로마나, 세메스테네, 티에시.
관광 명소로는 비잔틴 건축 양식의 산타 마리아 이스칼라스 교회(6세기-11세기)와 로마네스크 건축-고딕 건축-아라곤 양식의 산타 키아라 교회(16세기)가 있다.